# Midostaurine
La midostaurine est un médicament anticancéreux. C'est une thérapie ciblée utilisée dans le traitement des leucémies aiguës myéloïdes avec mutation du gène FLT3  et dans différentes formes de mastocytose.

## Développement
La midostaurine est un dérivé synthétique de la staurosporine, un alcaloïde produit par Streptomyces storosporeus. Elle inhibe les protéines kinases suivantes : FLT3 (Kd = 11 nM), c-Kit, VEGFR, PDGFR-α, FGFR. 
Les mutations affectant la protéines FLT3 (FLT3-ITD, FLT3-TKD, surexpression) sont connues pour participer au développement de leucémies et sont retrouvées chez environ 30% des patients atteints de LAM. L'action inhibitrice de la midostaurine réprime la croissance tumorale et induit l'apoptose.
L'autorisation de mise sur le marché (AMM) a été octroyée aux États-Unis et en Europe en 2017 au laboratoire pharmaceutique Novartis, qui commercialise la molécule sous le nom Rydapt. La molécule était avant cela disponible en France via le distositif des autorisations temporaires d'utilisation (ATU).
En France, la Commission de la Transparence a évalué la midostaurine en 2018 et estimé son SMR « important » et son AMSR à IV (mineur), avis un avis favorable par une prise en charge par la Sécurité sociale. Il est cependant critiqué l'absence de données concernant chez les patients de plus de 60 ans (alors qu'ils sont majoritaires) et concernant la qualité de vie.

## Clinique
La midostaurine est indiquée dans le traitement des leucémies aiguës myéloïdes mutées FLT3 en association avec un protocole de chimiothérapie d'induction et de consolidation (par exemple 3+7 puis cytarabine haute dose). 
Elle est également indiquée comme des traitements des proliférations touchant les mastocytes notamment : la mastocytose systémique agressive, la mastocytose systémique associées à une autre hémopathie maligne et la leucémie à mastocytes.
Le médicament se présente sous forme d'une capsule molle dosée à 25 mg, administrée par voie orale.
Les effets indésirables inclus : fièvre, neutropénie fébrile, altération de l'hémostase (épistaxis, ecchymoses), troubles digestifs. Des toxicités cutanées et cardiaques dont des allongements du QT ont été observées.